# O, vad världen nu är skön
O, vad världen nu är skön eller O vad jorden nu är skön är en psalm med text skriven 1861 av tonsättaren och organisten Jacob Axel Josephson. Musik är skriven 1776 av Wolfgang Amadeus Mozart. Psalmen utgavs för första gången i En- och flerstämmiga sångstycken till begagnade vid undervisningen i elementera- och folkskolor, 2 år 1861. Texten bygger på Första Moseboken 1:33 och Psaltaren 65:10-14.

## Publicerad i
- En- och flerstämmiga sångstycken till begagnade vid undervisningen i elementera- och folkskolor, 2, 1861.[1]
- Svensk söndagsskolsångbok 1908 med inledningen O, vad världen... som nummer 282 under rubriken "Årstiderna".
- Sionstoner 1935 med inledningen O, vad världen... som nummer 755 under rubriken "Vid särskilda tillfällen: Årets tider"
- Guds lov 1935 med inledningen O, vad världen... som nummer 503 under rubriken "Sånger över skilda ämnen"
- EFS-tillägget 1986 med inledningen O, vad världen... som nummer 748 under rubriken "Dagens och årets tider: Årstiderna".[1]
- Psalmer och Sånger 1987 med inledningen O, vad jorden... som nummer 558 under rubriken "Dagens och årets tider: Årstiderna".[2]
- Frälsningsarméns sångbok 1990 med inledningen O, vad jorden... som nummer 748 under rubriken "Dagens och årets tider".[1]
- Verbums psalmbokstillägg 2003 med inledningen O, vad världen... som nummer 751 under rubriken "Dagens och årets tider: Årstiderna".[1]